# 山本陽一
山本 陽一（やまもと よういち、1969年2月24日 - ）は、日本の元俳優、歌手。大阪府豊中市出身。

## 略歴
子供の頃からスキーを習い、特技でもあった。子供の頃は自衛隊に入りたかったと話していたことがある。明治大学付属中野高等学校卒業。
1983年、「アップルシティ第2回美少年コンテスト」で優勝したのをきっかけに芸能界入り。同年、フジテレビ放送の『さよなら三角』のサッカー部員・花丸役でテレビドラマデビュー。1984年、映画『パンツの穴』で主役に抜擢され、映画デビューした（相手役を務めた菊池桃子のデビュー作でもある）。同年3月、同作品の主題歌となった「おもいっきりI Love You」で歌手デビューも果たす。
『夏・体験物語2』や『季節はずれの海岸物語』のような青春モノの作品や、『必殺シリーズ』をはじめとする時代劇など多方面で活動したのち、『夏・体験物語2』での共演がきっかけで交流のあった親友の古川聡の劇団「劇団・曲者」の公演や、Vシネマで脇役としての出演を中心に活動していた。
2006年に一般女性と結婚して一人娘に恵まれたが、2009年8月に劇症型心筋炎で一時危篤状態に陥り、心臓の機能が以前の30%までに低下した。芸能活動の仕事はゼロとなり、スーパーやレンタルビデオ店等のアルバイトを行ったものの、長くは続かず離婚し、妻が子供を引き取る形となった。
2014年9月5日放送の『爆報! THE フライデー』 (TBS) に出演した際には、大病後に離婚や失業を経て、俳優業から引退しており、大阪府箕面市の実家に戻って家業の鉄鋼卸業を継いでいることを明らかにした。そのVTRを見た田原俊彦は、「せっかく芸能界でチャンスを頂いてパッと花開いたわけだから、僕は落ちようが決めた道は死ぬ気で…」と答えた後、「山本ビーム！」とエールを送った。

## 出演

### 映画
- パンツの穴（1984年3月17日公開、ジョイパックフィルム） - 主演・木村一郎 役
  - パンツの穴 花柄畑でインプット（1985年4月13日公開、東映） - 中村太郎 役
  - パンツの穴 THE MOVIE 童貞喪失ラプソディ（2011年11月19日公開、ジョリー・ロジャー）※特別出演
- 恐怖のヤッちゃん（1987年7月4日公開、東映） - 主演・井上鉄 役
- 冬物語（1989年4月15日公開、東宝） - 主演・森川光 役
- ギャッピー ぼくらはこの夏ネクタイをする!（1990年3月31日公開、ジャパンホームビデオ） - 主演・日比野大 役
- 必殺!5 黄金の血（1991年11月23日公開、松竹） - 時計師の夢次 役
- セイリング 海にはばたく（1992年4月25日公開、全国映画センター） - 村山慎一 役
- 大夜逃 夜逃げ屋本舗3（1995年2月11日公開、東宝） - 緒方遼太郎 役
- 呪戒 JUKAI（2005年2月19日公開、ミライ） - 海藤刑事 役

### テレビドラマ
- さよなら三角（1983年、フジテレビ） - 花丸 役
- 月曜ドラマランド（フジテレビ）
  - なんか妖かい!?（1984年7月30日） - 秀麻呂 役
  - 結婚ゲーム（1985年7月22日・1986年6月30日） - 主演・司大輔 役
  - みんなあげちゃう（1987年6月22日） - 主演・地下中六郎 役
- 必殺シリーズ（朝日放送）
  - 必殺仕切人（1984年） - 日増 役
  - 必殺仕事人V・旋風編 第13話「主水、化粧する」（1987年2月27日） - 藤尾欽太郎 役
- 火曜サスペンス劇場（日本テレビ）
  - 夫の時効（1985年9月10日）
  - 土地狂乱殺人事件（1987年12月8日）
  - 刑事・鬼貫八郎17 炎の記憶（2004年11月30日） - 宇野英生 役
- '85年型家族あわせ（1985年、TBS） - 沢木明彦 役
- 夏・体験物語2（1986年、TBS） - 庄野浩 役
- な・ま・い・き盛り（1986年、フジテレビ） - 川内二三夫 役
- このままじゃ、ボクの将来知れたもの（1986年、日本テレビ） - 田野倉雄一郎 役
- 毎度おさわがせします3（1987年、TBS）
- TBS大型時代劇スペシャル「徳川家康」（1988年1月1日、TBS） - 小早川秀秋 役
- ニュータウン仮分署 第11話「口止め代りのアブナイ約束!」（1988年、テレビ朝日）
- 火曜スーパーワイド「津軽海峡 女三人春景色」（1988年4月12日、テレビ朝日） - ヨウヘイ 役
- 男と女のミステリー（フジテレビ）
  - 三姉妹は電話がお好き!（1988年9月2日）
  - おふくろに脱帽!!（1989年5月6日）
- 続・三匹が斬る! 第4話「お七里の、イジメが元で不倫妻」（1988年12月22日、テレビ朝日） - 高山小一郎 役
- TBS大型時代劇スペシャル（TBS）
  - 坂本龍馬（1989年3月31日） - 高松太郎 役
  - 平清盛（1992年1月1日） - 平宗盛 役
- ご存知!旗本退屈男III 疑惑渦巻く大奥!謎の美女に将軍のお世継ぎが…幕府転覆か!?決闘!八丈島!!（1989年8月10日、テレビ朝日）
- コンプレックス 可愛いコになれない（1989年、TBS）
- 名奉行 遠山の金さん（テレビ朝日）
  - 第2シリーズ 第17話「富くじに踊らされた悪女」（1989年10月19日） - 草野数馬 役
  - 第3シリーズ 第4話「罠に落ちた女の涙」（1990年8月9日） - 小一郎 役
  - 第7シリーズ 第11話「二昼夜の自由切腹賭けた初恋」（1995年12月7日） - 服部和馬 役
- 季節はずれの海岸物語シリーズ（1990年 - 1994年、フジテレビ） - 山本幸一 役
  - 季節はずれの海岸物語 '90冬 Sweet Christmas Again（1990年1月2日）
  - 季節はずれの海岸物語1990暑かった夏（1990年10月11日）
  - 季節はずれの海岸物語 '91冬 想い出は美しすぎて（1991年1月2日）
  - 季節はずれの海岸物語 '91秋 フィルムの中の思い出（1991年11月8日）
  - 季節はずれの海岸物語 '92冬（1992年1月2日）
  - 季節はずれの海岸物語 '93冬 ひとりぼっちの波（1993年1月7日）
  - 季節はずれの海岸物語 '93秋（1993年9月27日）
  - 季節はずれの海岸物語 砂浜のスケッチブック（1993年12月24日）
  - 季節はずれの海岸物語 涙の最終回スペシャル 〜いつも海があった〜（1994年10月13日）
- 喧嘩屋右近 第1シリーズ 第2話「仲裁待ったなし!悪党裁く無双剣」（1992年10月16日、テレビ東京）
- ドラマシティー'92「いのちの絆」（1992年12月3日、読売テレビ）
- ボクたちのドラマシリーズ「お願いダーリン!」（1993年、フジテレビ） - 哲雄 役
- 映画みたいな恋したい「ハートブルー」（1993年6月26日、テレビ東京） - 主演
- 花王 愛の劇場「子子家庭は危機一髪」（1993年、TBS）
- 金曜エンタテイメント（フジテレビ）
  - 女優 夏木みどり5 丸亀城伝説殺人事件（1993年9月3日）
  - 赤い霊柩車10 女相続人 死を呼ぶダイヤ（1998年12月25日） - 三之矢昇次 役
  - 忠臣蔵1/47（2001年12月28日）
- ドラマ新銀河「つばさ」（1994年、NHK）
- 土曜ワイド劇場（テレビ朝日）
  - 事件2 OLが見たホーム転落死の真相!（1994年6月11日） - 立沢年夫 役
  - 家政婦は見た!14 憧れの大女優 私生活の派手な秘密（1995年4月8日） - 大津五郎 役
- エコエコアザラク 第10話 - 第13話（1997年、テレビ東京） - 細野京介 役
- サントリーミステリースペシャル「風よ、撃て」（1997年12月6日、朝日放送）
- 水戸黄門 （TBS）
  - 第27部 第6話「瞼の母がついた嘘-天童-」（1999年4月26日） - 直次 役
  - 第28部 第29話「妻を裏切る夫の本心-広島-」（2000年10月16日） - 潮田半次郎 役
- 南町奉行事件帖 怒れ!求馬II 第7話「友を斬る!」（1999年、TBS） - 新井進之介 役
- 別れる2人の事件簿（2000年、テレビ朝日）
- ドラマ30「幼稚園ゲーム2〜社宅編〜」（2002年、CBC）

### Vシネマ
- プレイメイト殺人事件 -天国へいかせて-（1990年、バンダイ） - 田村 役
- Bay Cityギャンブラー（1991年、松竹ホームビデオ）
- 激走バトルキング（1993年、にっかつ） - 主演・高場涼一 役
- のぞき屋稼業2（1993年、ココナッツボーイ・プロジェクト） - 主演
  - のぞき屋稼業3（1994年） - 同上
- 平成残侠伝 ぶった斬れ!（1996年、東映ビデオ）
- どチンピラ16 おいしい獲物（1996年）
- 吸血温泉にようこそ（1997年、ミュージアム） - 白鳥子郎 役
- 実録・梁山泊 パチプロ列伝4 インテリ三沢（2000年） - クワノ興業社長 役
- 堕悪 〜DARK〜（2011年） - 宮崎 役

### テレビ番組
- レッツゴーヤング（1984年4月 - 1986年3月、NHK） - サンデーズとして出演
- 第4回スポーツマンNo.1決定戦 芸能人サバイバルバトル（1998年10月2日、TBS）

### 舞台
- イマジンミュージカル タッチ（1988年） - 主演・上杉達也 / 上杉和也 役（2役・Wキャスト）

## 音楽

### シングル
| #   | 発売日         | A/B面 | タイトル                 | 作詞                  | 作曲           | 編曲       | 規格品番 |
| RCA | RCA            | RCA   | RCA                      | RCA                   | RCA            | RCA        | RCA      |
| --- | -------------- | ----- | ------------------------ | --------------------- | -------------- | ---------- | -------- |
| 1   | 1984年 3月15日 | A面   | おもいっきりI Love You   | クロエジュン 小林和子 | 小田裕一郎     | 入江純     | RHS-155  |
| 1   | 1984年 3月15日 | B面   | 恋はRock Tonight         | 竜真知子              | 鈴木キサブロー | 大谷和夫   | RHS-155  |
| 2   | 1984年 7月5日  | A面   | 誘惑エンジェル           | 小林和子              | 小田裕一郎     | 入江純     | RHS-156  |
| 2   | 1984年 7月5日  | B面   | 涙のバージン・ナイト     | 園部和範              | 小田裕一郎     | 入江純     | RHS-156  |
| 3   | 1985年 5月21日 | A面   | 青空のハートブレイカー   | 小林和子              | 滝沢洋一       | 船山基紀   | RHS-196  |
| 3   | 1985年 5月21日 | B面   | 悲しき初恋               | SHOW                  | 鈴木キサブロー | 大谷和夫   | RHS-196  |
| 4   | 1985年 7月21日 | A面   | ステディ・セブンティーン | 園部和範              | 小田裕一郎     | 馬飼野康二 | RHS-214  |
| 4   | 1985年 7月21日 | B面   | 悲しきロンリーアイズ     | 園部和範              | 小田裕一郎     | 入江純     | RHS-214  |

### アルバム
- YY（1984年、RVC）
- YY＋5（2014年、SONY） - ソニー・ミュージックエンタテインメント・オーダーメイドファクトリーより完全限定初CD化[5]。オリジナルアルバムの音源のほか、全シングルのAB面を完全収録。本人のライナーノーツが付属。

### タイアップ曲
| 年     | 楽曲                   | タイアップ                                       |
| ------ | ---------------------- | ------------------------------------------------ |
| 1984年 | おもいっきりI Love You | 映画「パンツの穴」主題歌 森永アイス Wトップ CM曲 |
| 1984年 | 誘惑エンジェル         | フジテレビ系テレビドラマ「なんか妖かい?」挿入歌  |
| 1985年 | 青空のハートブレイカー | 映画「パンツの穴 花柄畑でインプット」挿入歌      |